# Piperonylbutoxid
Piperonylbutoxid (PBO) verstärkt als Synergist die insektizide Wirkung von Pyrethrinen, Pyrethroiden, Rotenon und einigen Carbamaten. Piperonylbutoxid selbst hat keine insektizide Wirkung.

## Gewinnung und Darstellung
Piperonylbutoxid wird halbsynthetisch aus Safrol oder Sassafrasöl hergestellt.

## Verwendung
Piperonylbutoxid kann Insektiziden zugesetzt werden, die als Spray, Öl, Emulsion oder Pulver in den Handel gelangen. In der Mischung mit Pyrethrinen enthalten diese Präparate meist um 3- bis 10-mal so viel PBO wie Pyrethrine (Gewichtsanteile).

### Medizin und Tiermedizin
Piperonylbutoxid ist ein Zusatz in pyrethrin- oder pyrethroidhaltigen Pedikuloziden.

### Pflanzenschutz
Nach der EU-Richtlinie 91/414/EWG wird Piperonylbutoxid nicht als Wirkstoff, sondern als Beistoff von Insektiziden angesehen. Der Gebrauch als Synergist zu natürlichen Pyrethrinen ist auch für die ökologische Landwirtschaft zulässig.
In Deutschland ist Piperonylbutoxid als Wirkstoff gelistet, in der Schweiz sind dagegen keine PBO-haltigen Präparate zugelassen.

### Schädlingsbekämpfung
PBO ist in vielen Haushaltsinsektiziden, die Pyrethrine oder Pyrethroide enthalten, zugesetzt.

## Wirkungsweise
Piperonylbutoxid hemmt im Insektenkörper die Entgiftung der aufgenommenen Insektizide durch eines der Cytochrom P450-Enzyme. Dadurch wird zum Beispiel die insektizide Wirkung von Pyrethrum etwa um das 30-fache verstärkt, teilweise werden auch Resistenzen aufgehoben.

## Halbwertszeit
Die Halbwertszeit von PBO beträgt in Innenräumen je nach Oberfläche und Lichteinwirkung etwa drei bis viereinhalb Jahre. Im Boden ist es mit einer Halbwertszeit von 13 Tagen nicht persistent.

## Abbau im Organismus
Der Abbau von PBO im Körper von Insekten und Warmblütern erfolgt zum einen durch oxidativen Abbau der Seitenkette, zum anderen durch eine oxidative Abspaltung des C-Atoms der Methylendioxygruppe. Der nicht weiter abbaubare Rest wird als Glykosid oder Aminosäure-Derivat ausgeschieden.

## Toxikologie
Die akute Giftigkeit von Piperonylbutoxid für Säugetiere ist gering. Die LD50 lag bei Versuchstieren im Bereich von 2,5 bis 11,5 g/kg Körpergewicht. Die Reizwirkung von PBO auf der Haut ist gering, es wird auch kaum über die Haut aufgenommen.
Bei Langzeit-Fütterungsstudien traten hingegen schwere Leberschäden auf, in einigen Fällen auch Schädigungen der Nieren oder Veränderungen im Blutbild. Die WHO hält aufgrund dieser Langzeituntersuchungen eine erlaubte Tagesdosis von 0,2 mg/kg Körpergewicht/Tag für noch akzeptabel.
Das Europäische Arzneibuch legt als Grenzwert für Piperonylbutoxid-Rückstände in pflanzlichen Drogen 3 mg·kg−1 fest.
PBO hat keine mutagene Wirkung, reproduktionstoxisch wirkt es erst in Konzentrationen, die bereits die Elterntiere stark schädigen. Ob es krebserregend wirkt, konnte noch nicht eindeutig geklärt werden.
Die US-Umweltbehörde EPA stufte die Kanzerogenität von Piperonylbutoxid 2006 aufgrund von Studien an Tieren in die Gruppe C (Possibly Carcinogenic to Humans/möglicherweise krebserregend beim Menschen) ein.
PBO verstärkt bei gleichzeitiger Aufnahme mit Insektiziden deren toxische Wirkung bei Säugetieren bzw. beim Menschen.

## Umweltwirkungen
Für Bienen ist Piperonylbutoxid nicht giftig. Die Giftigkeit für Wasserflöhe und Fische ist jedoch hoch.

## Risikobewertung
Piperonylbutoxid wurde 2012 von der EU gemäß der Verordnung (EG) Nr. 1907/2006 (REACH) im Rahmen der Stoffbewertung in den fortlaufenden Aktionsplan der Gemeinschaft (CoRAP) aufgenommen. Hierbei werden die Auswirkungen des Stoffs auf die menschliche Gesundheit bzw. die Umwelt neu bewertet und ggf. Folgemaßnahmen eingeleitet. Ursächlich für die Aufnahme von Piperonylbutoxid waren die Besorgnisse bezüglich Verbraucherverwendung und weit verbreiteter Verwendung sowie der Gefahren ausgehend von einer möglichen Zuordnung zur Gruppe der PBT/vPvB-Stoffe und als potentieller endokriner Disruptor. Die Neubewertung sollte von Schweden durchgeführt werden, wurde jedoch zurückgezogen.